# Hans-Alexander von Voss

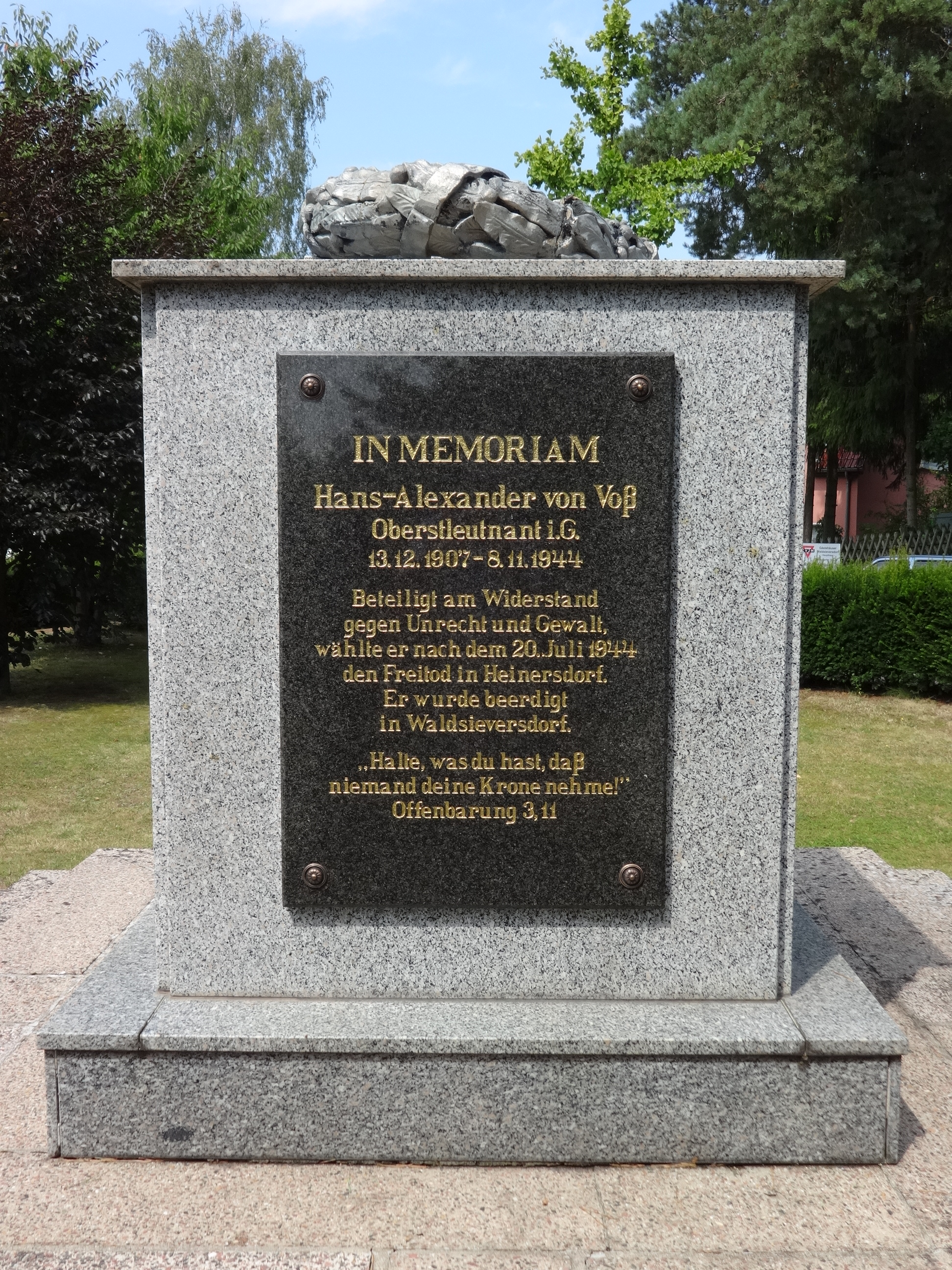
Gedenktafel für Voss in Waldsieversdorf

Hans-Alexander von Voss (* 13. Dezember 1907 in Charlottenburg; † 8. November 1944 in Heinersdorf) war ein deutscher Oberstleutnant und Widerstandskämpfer des 20. Juli 1944. Er gehört zu einer nicht beanstandeten adeligen Familie Voss, zumeist von Voß geschrieben, die von den Voss aus der Grafschaft Mark abstammen soll.

## Leben
Hans-Alexander von Voss besuchte ab 1918 das Gymnasium in Berlin und legte 1926 das Abitur ab. Anschließend trat er in Potsdam in das Infanterie-Regiment 9 der Reichswehr ein. 1930 wurde er zum Leutnant befördert, 1933 zum Oberleutnant. 1937 folgte die Generalstabsausbildung an der Heereskriegsakademie in Berlin-Moabit. Nach der Akademieausbildung fand er unter anderem im Stab des Oberbefehlshabers West, Erwin von Witzleben, Verwendung, über den er Anschluss an die militärischen Widerstandskreise fand. Seine Erlebnisse beim Überfall auf Polen sowie seine ausgeprägte Frömmigkeit sollen ihn zum Handeln gegen das Regime bewogen haben. Auf Adolf Hitler wollte Voss schon 1940 bei einer Parade auf der Avenue des Champs-Élysées mit einem Gewehr ein Attentat verüben. Dazu kam es aber nicht, da der Termin gestrichen wurde. Im Juli 1942 wurde er Erster Generalstabsoffizier (Ia) der 211. Infanterie-Division, die damals zur Heeresgruppe Mitte gehörte. Im Februar 1943 wurde Voss zum Oberstleutnant im Generalstab befördert und ab dem 20. Februar folgte sein Einsatz im Stab der Heeresgruppe Mitte, der von Henning von Tresckow geführt wurde. Auch in den fehlgeschlagenen Versuch vom 13. März 1943, Hitler nach seinem Besuch der Heeresgruppe Mitte in Smolensk mit einer Bombe in dessen Flugzeug zu töten, war er eingebunden.
Seine Kontakte zu den Verschwörern des 20. Juli wurden anfangs nicht entdeckt. Im Oktober 1944 kam die Versetzung zur Führerreserve, ab November 1944 sollte er im Westen als Chef des Stabes eines Armeekorps verwendet werden. Dazu kam es aber nicht mehr. Aufgrund eines Hinweises über die drohende Festnahme durch die Gestapo nahm sich Hans-Alexander von Voss am 8. November 1944 am Heinersdorfer See das Leben. Er wollte so insbesondere seine Freunde schützen.

### Familie
Hans-Alexander Voss war Sohn des späteren Generalleutnants Hans von Voss (* 7. Oktober 1875; † 6. Dezember 1966) und seiner ersten Ehefrau Ellen, geborene Lucas (* 21. Januar 1884; † 31. Oktober 1918). Er hatte noch eine Schwester Ellen (* 5. November 1911). Seine Mutter starb Ende Oktober 1918 an der Spanischen Grippe. 1920 heiratete sein Vater in zweiter Ehe Eva Breithaupt verwitwete von Spangenberg (* 18. April 1880; † 7. August 1975). Sie war die Cousine von Ellen Lucas. Der Vater war einer der beiden Hauptorganisatoren beim Aufbau des Feldjägerdienstes der Reichswehr.
Voss war seit August 1936 mit Giesela von Stülpnagel, Tochter der Irmgard von Kracht und des Generals Joachim von Stülpnagel, verheiratet, und hatte mit ihr drei Kinder, darunter Rüdiger von Voss, Ehrenvorsitzender der Stiftung 20. Juli 1944. 
Nach dem Deutschen Adelsarchiv war die amtliche Schreibweise der Familie von Voß. Die Autorin Adda von Voß war seine Großtante. Der Oberst August von Voß (* 1803; † 1864) und dessen Sohn General Albert von Voß (* 1853; † 1934) gehören zur Familie. Der Kammerherr und Schriftsteller Karl (Carl) von Voß und dessen Vater Generalmajor Karl von Voß sind direkte Vorfahren.